# Кубок світу з біатлону 2015—2016 — етап 6
Шостий етап Кубка світу з біатлону 2015—16 відбувся в Антерсельві, з 21 по 24 січня 2016 року. До програми етапу включено 6 гонок: спринт та гонка переслідування у чоловіків та жінок, а також чоловіча і жіноча естафети.

## Гонки
Розклад гонок наведено нижче.
| Дата     | Час       | Гонка                            |
| -------- | --------- | -------------------------------- |
| 21 січня | 14:30 CET | Жінки, спринт на 7,5 км          |
| 22 січня | 14:30 CET | Чоловіки, спринт на 10 км        |
| 23 січня | 13:15 CET | Жінки, переслідування 10 км      |
| 23 січня | 15:30 CET | Чоловіки, переслідування 12,5 км |
| 24 січня | 11:30 CET | Жінки, естафета, 4x6 км          |
| 24 січня | 14:40 CET | Чоловіки, естафета, 4x7,5 км     |

### Чоловіки
| Гонка:                                                                        | Золото:                                                           | Час                                                       | Срібло:                                                       | Час                                                  | Бронза:                                                                                  | Час                                       |
| Спринт 10 км Протокол [Архівовано 22 січня 2016 у Wayback Machine.]           | Сімон Шемпп Німеччина                                             | 23:01.2 (0+0)                                             | Максим Цвєтков Росія                                          | +5.8 (0+0)                                           | Тар'єй Бо Норвегія                                                                       | +10.8 (0+0)                               |
| Переслідування 12,5 км Протокол [Архівовано 25 січня 2016 у Wayback Machine.] | Антон Шипулін Росія                                               | 31:51.9 (0+1+0+1)                                         | Сімон Шемпп Німеччина                                         | +10.3 (0+0+0+1)                                      | Йоганнес Тінгнес Бо Норвегія                                                             | +14.1 (2+0+1+0)                           |
| Естафета 4 х 7,5 км Протокол [Архівовано 27 січня 2016 у Wayback Machine.]    | Росія Максим Цвєтков Євген Гаранічев Дмитро Малишко Антон Шипулін | 1:12:42.8 (0+1) (0+1) (0+0) (0+1) (0+3) (0+0) (0+1) (0+0) | Німеччина Ерік Лессер Бенедикт Долль Арнд Пайффер Сімон Шемпп | +1.0 (0+0) (0+0) (0+0) (1+3) (0+1) (0+0) (0+0) (0+0) | Норвегія Уле-Ейнар Б'єрндален Ларс Хелге Біркеланд Йоганнес Тінгнес Бо Ерленд Бйонтегард | +22.9 (0+2) (0+1) (0+0) (0+0) (0+2) (0+2) |

### Жінки
| Гонка:                                                                      | Золото:                                                         | Час                                                       | Срібло:                                                                   | Час                                                   | Бронза:                                                                       | Час                                                   |
| Спринт 7,5 км Протокол [Архівовано 22 січня 2016 у Wayback Machine.]        | Ольга Подчуфарова Росія                                         | 21:01.9 (0+0)                                             | Доротея Вірер Італія                                                      | +8.0 (0+1)                                            | Катерина Юрлова Росія                                                         | +22.1 (0+0)                                           |
| Переслідування 10 км Протокол [Архівовано 25 січня 2016 у Wayback Machine.] | Катерина Юрлова Росія                                           | 30:07.3 (1+0+0+0)                                         | Селіна Гаспарін Швейцарія                                                 | +12.0 (1+0+0+0)                                       | Доротея Вірер Італія                                                          | +18.0 (0+0+2+1)                                       |
| Естафета 4 х 6 км Протокол [Архівовано 27 січня 2016 у Wayback Machine.]    | Франція Жустін Бреза Анаїс Бескон Анаїс Шевальє Марі Дорен-Абер | 1:07:53.5 (0+2) (0+1) (0+1) (0+3) (0+0) (0+1) (0+0) (0+0) | Чехія Ева Пускарчикова Люсі Харватова Габріела Соукалова Вероніка Віткова | +17.2 (0+0) (0+1) (0+0) (2+3) (0+1) (0+0) (0+2) (0+0) | Росія Катерина Шумілова Анастасія Загоруйко Катерина Юрлова Ольга Подчуфарова | +21.1 (0+1) (0+2) (0+2) (0+2) (0+2) (0+0) (0+0) (0+1) |

## Досягнення
Перша перемога на етапах Кубка світу
- Ольга Подчуфарова (RUS), в спринті;

Найкращий виступ за кар'єру
|  |  |

Перша гонка в Кубку світу
|  |  |